# آنولان
آنولان (نام علمی: Dactyloidae) نام یک تیره از زیرراسته ایگوآناسانیان است.